# His Sister's Children
His Sister's Children è un cortometraggio muto del 1911. Il nome del regista non viene riportato nei credit del film che è interpretato dalla famiglia Costello quasi al completo: papà Maurice e le sue due bambine, Helene e Dolores che proseguiranno la loro carriera di attrici anche da grandi.

## Produzione
Il film fu prodotto dalla Vitagraph Company of America.

## Distribuzione
Distribuito dalla General Film Company, il film - un cortometraggio in una bobina - uscì nelle sale cinematografiche USA il 26 settembre 1911.